# 小田原急行鉄道201形電車
小田原急行鉄道201形電車（おだわらきゅうこうてつどう201がたでんしゃ）は、かつて小田原急行鉄道（当時）・東京急行電鉄（大東急）・小田急電鉄で使用されていた電車である。
本項では、同時期に増備された小田原急行鉄道501形電車・小田原急行鉄道551形電車および、551形を電装した小田原急行鉄道251形電車についても記述する。また、単に「小田急」と表記した場合は小田原急行鉄道および小田急電鉄を表すものとする。

## 概要
1929年の小田原急行鉄道（当時）江ノ島線の開通と同時期に製造された増備車で、201形は両運転台の制御電動車、501形・551形は小田急では初の片運転台車両・制御車である。201形が15両、501形が5両、551形が15両製造された。
各形式の車号と製造年月は以下の通り。
- 201形：201-205（1929年3月）、206-210（1929年10月）、211-215（1930年3月）
- 501形：501-505（1929年3月）
- 551形：551-555（1929年3月）、556-560（1929年10月）、561-565（1930年3月）

1933年5月21日の称号改正により、201形モハ201-215、501形クハ501-505、551形クハ551-565となり、1942年に551形のうち2両は電装して251形モハ251-252となった。
1941年に小田原急行電鉄から改称した小田急電鉄が1942年に東京横浜電鉄、京浜電気鉄道に合併して東京急行電鉄となったことに伴い、201形および251形はデハ1350形デハ1351-1367、501形および551形はクハ1300形クハ1301-1318に形式・番号を変更した。
1948年に小田急電鉄として分離独立したことに伴う1951年2月1日の称号改正により、デハ1350形のうち小田急電鉄に残った15両はデハ1400形1401-1415に、クハ1350形はクハ1450形1451-1468へそれぞれ形式・番号が変更された。その後デハ1400形1両がデハ1310形を経てデハ1300形に編入され、クハ1450形2両がデハ1400形に改造されて、最終的にはデハ1400形1401-1416、クハ1450形1451-1466の計32両の体制となっている。
製造数35両、1950年代に行なわれた更新修繕後も32両という両数であり、HB式制御方式の車両（HB車）では最大の両数の形式であったが、車両の大型化のために主電動機を4000形に転用することになり、1966年から1969年にかけて廃車となった。

## 車両概説

### 車体
101-151形より車体長が610mm延長された、車体長は15850mm、幅2615mmの半鋼製車体で、201形は両運転台で窓扉配置は3(1)D10D(1)2d、501・551形は片運転台で窓扉配置は3(1)D10D(1)3（反対サイドは3(1)D10D(1)2d）となっており、乗務員扉は右側のみに設置されていた。乗降扉は101-151形の幅915mmから幅1000mmに拡幅された片開きの手動扉、側面窓は幅685mm、高さ810mmの下降窓（落とし窓）で、日除けとしてよろい戸が装備されていた。また、正面はフラットで貫通扉が設置されていた。なお、片運転台の501・551形は基本的には小田原側に乗務員室が設置されていたが、時期は不明であるが502のみが方向転換されて乗務員室が新宿側となっていた。
201形と方向転換された501形502には屋根上の新宿側に、その他の501・551形は小田原側に集電装置台があり、201形には三菱電機製S-514Aパンタグラフが搭載されていた。集電装置台以外の部分にはガーランド式ベンチレーターが2列に配置され、その間には歩み板が設置されていたほか、車体上部に雨樋が設置されておらず、乗降扉上部の屋根部に水切りが設置されていた。

### 車内
車内内壁、扉脇の座席の袖仕切などは木製ニス塗り、天井は木製白色塗装、床は木製の床油引きで、金具類は荷棚受、吊手棒受などが真鍮製、扉の取手などが砲金製であった。室内灯は白熱灯で、白色のグローブが天井中央に1列に6基設置され、それぞれに常用2灯が組込まれていたほか、うち4基には予備1灯も組込まれていた。
座席は501形は扉脇にロングシート、扉間には中央部にクロスシートを4ボックス、その前後にロングシートを配し、一方、201形・551形は全てロングシートでとなっていた。座席のモケットは紺色で、551形のクロスシート部は幅は101形と同じ890mm、シートピッチは101形より106mm拡大されて1500mm、座面の奥行きは25mm拡大されて425mmとなっていたほか、201・501・551形のロングシート部は座面奥行は40mm縮小されて400mmに、背摺を含む奥行は2.5mm拡大されて512.5mmとなっていた。なお、101-151形で設置されていたトイレや手荷物室は各形式とも当初から設置されていない。
乗務員室は左側隅部に設置されており、運転席背面は内壁で区切られ、乗務員室右側面と客室とは真鍮製のパイプで区切られていた。

### 主要機器
主電動機は101-151形と同一のもので、定格出力93.3kW（125HP（英馬力））の三菱電機製MB-146-Aを4基搭載し、駆動装置の歯数比も101-151形と同じ59:24=2.46となっていた。
制御装置も101-151形と同形式のもので、三菱電機がウェスティングハウス・エレクトリックとの技術提携によって導入した電空単位スイッチ式の間接非自動制御装置であるHL形制御方式であり、制御段数は直列5段、並列4段で弱界磁段はなかった。制動装置も同じく三菱電機製で、201形はAMM-C、501・551形はAMC-C自動空気ブレーキと手ブレーキ装置を装備し、201形にはDH-25電動空気圧縮機を搭載しており、101-151形も含め、最大4両程度での総括制御が可能なシステムとなっている。
台車は住友金属工業製のイコライザー式鋳鋼台車であるKS-31-Lを使用した。KS-31-Lは1形および101-151形が使用していたKS-30-Lの改良型であり、基礎ブレーキ装置が片押式から両抱式となったほか、釣合梁の形状が変更になるなどの相違点がある。

## 沿革

### 創業期
開業時の小田原急行鉄道では、新宿 - 稲田登戸（現向ヶ丘遊園）間をサバー区間として片側3扉、ロングシートの1形を使用し、新宿 - 小田原間をインター区間として片側2もしくは3扉、セミクロスシートもしくはロングシートの101・121・131・151形を使用しており、前者を乙号車、後者を甲号車と呼称していた。本形式は1929年4月1日に江ノ島線の開業に合わせて増備された甲号車であり、車両増結のために制御車が同時に製造された。
江ノ島線開業当時の本形式を含む甲号車の運用は新宿 - 小田原間の直通列車（基本60分間隔）および急行（所要100分）、新宿 - 片瀬江ノ島間の直通列車（基本60分間隔、所要93分）および不定期急行（3往復、所要80分）であった。
しかし、当時の小田急の輸送需要は低調で、どの列車も単行か2両編成程度で運行されており、3-4両編成は団体輸送以外では珍しい状況であった。このため、夏期以外にはほとんど使用されることもなく車庫に留置されている状態が続いたが、一方で、夏期の海水浴輸送には旅客需要が増大し、在籍車両を総動員してこれをさばいたという。
1937年9月1日改正における甲号車での定期列車と停車駅は以下の通りで、これ以外に区間列車や夏季運転の新宿 - 片瀬江ノ島間の不定期急行が運転されていた。
- 週末温泉列車：新宿、小田原
- 急行：新宿、稲田登戸、新原町田、士官学校前、相模厚木、伊勢原、鶴巻温泉、大秦野、新松田、小田原[注釈 3]
- 直通（小田原）：新宿、下北沢、経堂、稲田多摩川 - 小田原間の各駅
- 直通（江ノ島）：新宿、下北沢、経堂 - 稲田登戸間の各駅、新原町田 - 片瀬江ノ島間の各駅

また、同ダイヤにおける上記列車の運転本数および所要時間は以下の通り。
- 週末温泉列車：土曜日下り1本、所要90分
- 急行：定期2本、不定期2本、日曜日上り1本、所要93分
- 直通（小田原）：1時間間隔、所要112分
- 直通（江ノ島）：1時間間隔、所要86分

1937年には201形2両と551形3両が一部の日に南武線の前身である南武鉄道に貸し出されており、この貸し出しは1回につき2-3日であったとされ、府中競馬の開催日と推定されている。
創業期における改造履歴は以下の通り。
- 1931年：209・210・560の3両が、座間駅（当時）近くに設置された陸軍士官学校への皇族利用の際の「御乗用車」として整備され、乗降扉にドアエンジンを設置し[17]、当時は車外に「ドアエンジン装備車」の表示板を設置していた[7]。
- 1941年以降：同年12月にモハ202が参宮橋駅構内で追突事故により大破したが、復旧時に乗務員室の仕切りをパイプから仕切り壁に変更し、併せて乗降扉にドアエンジンを設置し、以降他車にも順次ドアエンジンが設置されている[17]。
- 1942年：旅客需要の増大に対応して、501形の座席がロングシートに改造され、551形と同等になった[18]。

#### 週末温泉列車
1935年6月1日より新宿 - 小田原間無停車、週末温泉列車の運行が開始され、同年10月1日には箱根登山鉄道（現・小田急箱根）鉄道線の小田原 - 箱根湯本間が開業している。この週末温泉列車は土曜日13:55新宿発 - 15:25小田原着で所要90分であり、1937年9月からは土曜日15:05新宿発 - 15:25小田原着で、いずれも上り列車は設定されていなかった。
この列車は最大4両編成・200名の定員制で、通常は101・121形のセミクロスシート車が主に使用されて1-2両編成での運転が多かったが、501形などを含む4両編成で運転されることもあった。

#### 251形
1941年7月にクハ565を、その後クハ564を、荷物輸送の需要が少なく1941年5月に廃車となったモニ1形の電装品と台車を流用して両運転台の電動車に改造した。
251形は荷物電車用として歯数比を2.95とした種車の台車と駆動装置を使用したため201形と歯車比が異なっており、別形式の251形モハ251、252となった。歯車比が異なるため101-151・201形とは併結せず、新宿向きであった501形クハ502と編成を組んでいた。

### 東京急行電鉄
1942年に東京急行電鉄に合併したことから形式が東急デハ1350形・クハ1300形に変更され、全車両が改番された。改番後の車両番号は、旧モハ201形がデハ1351から、旧モハ251形がデハ1367から、旧クハ501形がクハ1301、旧クハ551形がクハ1306からのそれぞれ連番となっている。
小田原線・江ノ島線では戦災による車両への大きな被害はなかったが、デハ1353・1361およびクハ1309が空襲により一部損傷し、1945年10月に修理を完了している。
1945年には、デハ1600形デハ1601-1610の制御車としてクハ1650形クハ1651-1653とともに使用するため、クハ1315の制御回路が改造された。1948年には特急の運行が開始されて1600形の中から整備された車両が使用されたが、1600形の制御車として使用されていたクハ1315も1回だけ特急に使用されている。また、1947年5月27日にデハ1602・1604・1607・1608およびクハ1651とともに国鉄に貸出され、同車は同年10月まで南武線で運行されていた。なお、その後1949年にデハ1350形の制御車に戻されている。
終戦後の1947年9月1日ダイヤ改正での運用状況は以下の通り。
- 新宿 - 小田原：HB車もしくは1600形、McTcMcの3両編成×6運用
- 新宿 - 片瀬江ノ島：HB車もしくは1600形、McTcMcの3両編成×5運用
- 新原町田/大秦野 - 小田原：HB車もしくは1600形、McTcもしくはMcMcの3両編成×4運用
- 新原町田 - 片瀬江ノ島：HB車もしくは1600形、Mc1両×3運用
- 藤沢 - 片瀬江ノ島：デハ1150形、McMcの2両編成×6運用
- 新宿 - 稲田登戸：1800形、McTcの2両編成×6運用
- 新宿 - 成城学園前：デハ1150形もしくはHB車、McMcの2両編成×2運用と、HB車、McTcの2両編成×3両
- 進駐軍専用もしくは予備：デハ1150形、Mc1両×3運用
- 予備：HB車、McTcMcの3両編成

また1947年8月1日時点でのデハ1350形、クハ1300形の不完全車両は以下の通りであった。
- 電動発電機不良：デハ1355・1365、クハ1301・1303・1305

#### 井の頭線への転出
1943年5月には、旧251形のデハ1366・1367の2両が井の頭線に転出した。また、1945年5月25日深夜の空襲により、井の頭線の永福町車庫に留置されていた29両中23両が焼失するという壊滅的な被害を受けたことを受け、応援として同年7月からしばらくの間、クハ1316・クハ1317・デハ1352などの車両が代田連絡線を経由して井の頭線に貸し出され、1946年1月1日時点ではデハ1200形3両、クハ1650形1両とともに、デハ1352・1366・1367とクハ1312・1317・1318が井の頭線に配置されており、1948年6月1日時点では井の頭線には戦災を受けたデハ1367が、東横線にデハ1366が配置されており、この2両はそのまま東京急行電鉄および京王帝都電鉄の所属となっている。

### 小田急電鉄
1948年に小田急電鉄として分離独立したことに伴い1950年に称号改正が行なわれ、形式はデハ1400形・クハ1450形に変更され、全車両が改番された。改番後の番号は、デハ1350形は元番号に50を、クハ1300形は元番号に150を加算したものである。
1950年8月1日より小田急電鉄車両の箱根登山鉄道鉄道線への乗入れが開始され、当初は1910形、1900形、1600形の2-3両編成が主に使用され、その後1600形4両編成による運転も行われていたが、1953年から短期間のみHB車が鉄道線への乗入れに使用されている。乗入れに際しては、入生田駅発車後すぐの38-40パーミル区間で直列最終段まで進段できず主抵抗器が抜けない可能性があったため予め試運転が行われ、その結果デハ2両とクハ1両の3両編成のみが乗入れることとなった。
1959年時点でのHB車の運用は以下の通り。
- 運用番号1-11：HB車（デハ1200-1400形、クハ1350・1450形）3両編成×11運用
- 運用番号16-17：HB車（デハ1200-1400形、クハ1350・1450形）4両編成×2運用
- 運用番号60-63：HB車（デハ1300形）増結用×4運用

小田急電鉄となってからの改造履歴は以下の通り。
- 時期不明：車体上部に雨樋を設置し、乗降扉上部の水切を撤去[32]。
- 1949年以降：主制御器をHL制御の制御回路の電源を低圧電源 (100V) に変更したHB形制御方式に改造[33]。なお、デハ1400形、クハ1450形とも以前より電動発電機を搭載していたが、本改造までは低圧電源を主制御回路には使用していなかった[10]。
- 1950年：従来仕切棒で仕切られていた半室運転台の客室側に仕切扉を、デハ1400形の新宿側乗務員室[17]およびクハ1450形の小田原方乗務員室の運転席側[34]に乗務員扉をそれぞれ設置。また、これにあわせて1両のみ新宿向きであった1452を方向転換して他のクハ1450形と同じ小田原向きとしている[35]。
- 1952年：HB車の性能改善工事に関連して[34]、1200形の台車を基礎ブレーキが片押式のKS-30-Lから、クハ1450形が使用していた両抱式のKS-31-Lに交換することとなり、クハ1450形の台車は1200形が使用していたKS-30-Lに交換された[25]。

1954年から1956年にかけてデハ1400形、クハ1450形ともに以下の内容で大規模な更新改造が実施されている。なお、同様の更新改造がその後1200形に対しても実施されている。
- 全車両が片運転台化されることになり、デハ1400形は新宿側、クハ1450形は小田原側の向きに揃えられた。
- 乗降扉を幅を1000mmから1100mmに拡大、このため側面窓が2つ減少して窓扉配置はd2D8D3となった。
- 車体裾部の外板貼替を行い、この部分のリベットがなくなった。
- ウインドウシルの下側のものを型帯から平板に変更、この部分のリベットがなくなった。
- 前面の標識灯を車体下部左右から前面窓上左右に移設。
- 上記により、定員は126人（座席52人）、自重デハ1400形が36.10t、クハ1450形が26.15tとなった[38]。
- デハ1300形1304、1305の2両を電装解除し[注釈 7]、前者の電装品を使用してクハ1450形1466をデハ1400形の1406 (2代)に、後者の電装品を使用して1467を1416に改造、クハ1450形の空いた番号を埋める形で1468が1466 (2代)に改番された。

その後も時代に合わせた改造が実施されており、更新改造以降の改造履歴は以下の通り。
- 1956年以降：客室内の照明を直流蛍光灯に変更[17]。
- 時期不明：乗降扉を木製からプレス加工の鋼板製のものに交換。
- 1959年以降：デハ1400形とクハ1450形の連結面間に幌を設置[17]。クハ1450形の連結面の貫通扉を開戸から引戸に交換[18]。
- 1961年以降：正面貫通扉を電照式行先表示器を設置した鋼製のものに交換[36]、蝶番を車掌台側から運転席側として扉の開く向きを変更。正面窓上左右の標識灯を通過表示灯（白）と尾灯（赤）兼用のものに交換[18]。
- 1962年：クハ1450形のKS-30-L台車の基礎ブレーキ装置を片押式から両抱式に改造し、KS-30-Laとする[37]。
- 1962年以降：室内放送装置設置[39]。
- 1963-64年：室内に扇風機を取付[39]。
- 1963年頃：デハ1400形のパンタグラフを新型のPT42に交換[36]。

#### デハ1311形
東京急行電鉄時の1946年5月29日に経堂工場で発生した火災により、本形式では当時のデハ1356とクハ1310が全焼しており、復旧に際して以下の仕様となっている。
- 屋根は鋼製となり、デハ1356は正面の貫通扉を埋込み。
- 側面窓は下段上昇・上段下降・中段固定式の3段窓とした。
- 室内は乗務員室を全室に、座席は板張りとした。
- デハ1356の電装品および台車は1945年4月の事故で休車となっていたデハ1601のABF形制御器およびKS-33-Lを使用[注釈 8]。

その後、両車は小田急電鉄のデハ1400形1406とクハ1450形1460となっており、並行して順次座席の改造、運転室の全室から半室式への改造、電装品のHB制御への復旧、台車交換などにより他車と同仕様に揃えられ、側面窓も両車とも1953年8月に下落し窓に改造されている。
1954-56年の更新改造では1460は他のクハ1450形と同じく更新改造を実施したが、1406は対象から除外されて1956年に形式・番号もデハ1310形1311に変更されており、1956年時点では台車はKS-30-Lを装備していた。1959年にデハ1300形とほぼ同一の車体に更新してデハ1300形に編入され1304 (2代)となった（これ以後の1304 (2代)の動向については小田原急行鉄道151形電車を参照）。

#### 廃車
更新修繕を受けてからは1200・1300・1350形とともに主にローカル区間の各駅停車などに使用されていたが、1960年代以降の通勤輸送激化の中では、これらの2扉や3扉の小型・中型車両は使いづらいものとなってきたほか、 OM-ATSおよび列車無線設置も困難であった。このため、1200形とともに主電動機を新しく製造される大型通勤車両である4000形に転用することになり、1966-69年に全車両が廃車となり、両形式の主電動機は1966年製の4001の編成から1969年製の4017×3までに使用され、4008×3までは当初はブレーキ装置も本形式のM-24Cブレーキ弁を改造したME-24Cを使用したAMMR-Lであったほか、電動空気圧縮機もDH-25が使用されていた。各車の廃車年は以下の通り。
| - デハ1400形 - 1966年：1401・1402 - 1967年：1403・1404・1407・1408・1410・1416 - 1968年：1405・1406・1409・1412-1414 - 1969年：1411・1415 | - クハ1450形 - 1966年：1451 - 1967年：1453・1454・1457・1458・1460・1466 - 1968年：1452・1455・1456・1459・1462-1464 - 1969年：1461・1465 |

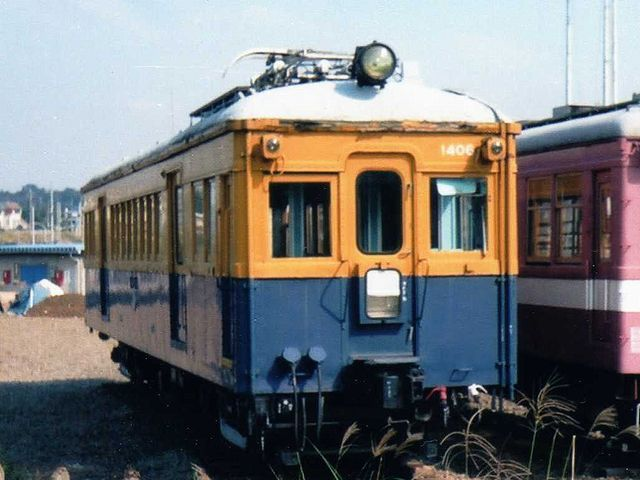
廃車後も教習車として使用されたデハ1406（1987年）

デハ1406（旧クハ561）のみは廃車後もすぐには解体されず、経堂の小田急教習所で教習車として使用された。この時に、当時の通勤車の標準色である黄色と青色の塗装に変更され、本系列で唯一の2色塗り車両となった。その後、1987年10月に教習車としての指定を解除され、海老名機械保線区内に移されたが、1995年10月に解体された。

### 形式変更・改番履歴
称号改正による形式・番号変更を除く改造等による形式変更・改番の履歴は以下の通り
- 小田原急行モハ206→東急デハ1356→小田急デハ1406（初代）→小田急デハ1311→小田急デハ1304 (2代)→小田急デニ1304
- 小田原急行クハ561→東急クハ1316→小田急クハ1466（初代）→小田急デハ1406 (2代)
- 小田原急行クハ562→東急クハ1317→小田急クハ1467→小田急デハ1416
- 小田原急行クハ563→東急クハ1318→小田急クハ1468→小田急クハ1466
- 小田原急行クハ564→小田原急行モハ252→東急デハ1367（→京王デハ1462→京王デハ1562→京王サハ1562）
- 小田原急行クハ565→小田原急行モハ251→東急デハ1366（→東急デハ3554（車籍）・東急デワ3041（車体））

## 転籍・譲渡
前述のように、小田急電鉄が東京急行電鉄から分離した際にデハ1366・1367が東京急行電鉄、京王帝都電鉄の所属となったほか、廃車後には4000形に転用した主電動機等を除く車体や主制御器、台車等が数社に譲渡されている。

### デハ1366
戦時中に井の頭線に転出した車両のうち、デハ1366はデハ1401、クハ1553・1554とともに1947年に井の頭線から東横線に転出し、大東急から京王帝都電鉄（現・京王電鉄）・小田急電鉄が分離独立した後も東京急行電鉄に残ったが、台車は1946年に井の頭線のデハ1400形（旧帝都電鉄モハ100形）と同じものに交換され、主制御器と主電動機もデハ1401と同じPB-200FおよびSE-139-Bに交換されていた。1950年に片運転台・全室運転室化と乗降扉の3扉化改造を実施し、その後主制御器をMMC-H-10に交換したが、1964年に車体を載せ替えてデハ3550形デハ3554となり、1975年に豊橋鉄道に譲渡されて1730系ク2731として1998年まで渥美線で使用された。東急での更新後は小田急在籍当時の部品は全く残っていない。
一方、1964年に載せかえられた旧デハ1366の車体は、元国鉄木造荷物電車のモニ13012を1949年に譲受したデワ3040形デワ3041の鋼体化改造に使用され、1981年に廃車となっている。

### デハ1367
井の頭線に転出したデハ1367は永福町車庫で戦災に遭ったが、1949年に台枠を使用して日本鉄道自動車でデハ1460形デハ1462として復旧されているが、形態や台車なども異なるものとなっている。その後、1952年の井の頭線車両の改番でデハ1560形1562となり、1964年に電装解除、運転台撤去の上でサハ1560形1562となって、1978年に廃車となっている。

### 越後交通
越後交通にはデハ1200形2両とともにデハ1400形2両とクハ1450形6両が譲渡され、モハ1400形・クハ1450形として1967-68年から長岡線で使用された。長岡線は1972年以降、順次旅客営業廃止や部分廃止が進み、1975年3月31日に旅客営業が廃止されたため、1973-75年に順次全車が廃車され、クハ1452・1455（旧小田急デハ1407・クハ1457）は新潟交通に譲渡されて部品確保用として越後大野に留置されていた。譲渡後の形式・車番と小田急車番は以下の通り。
| - モハ1400形 - モハ1401（旧1401） - モハ1402（旧1402） | - クハ1450形 - クハ1451（旧1451） - クハ1452（旧1407） - クハ1453（旧1453） - クハ1454（旧1466 (2代)） - クハ1455（旧1457） - クハ1456（旧1461） |

### 新潟交通

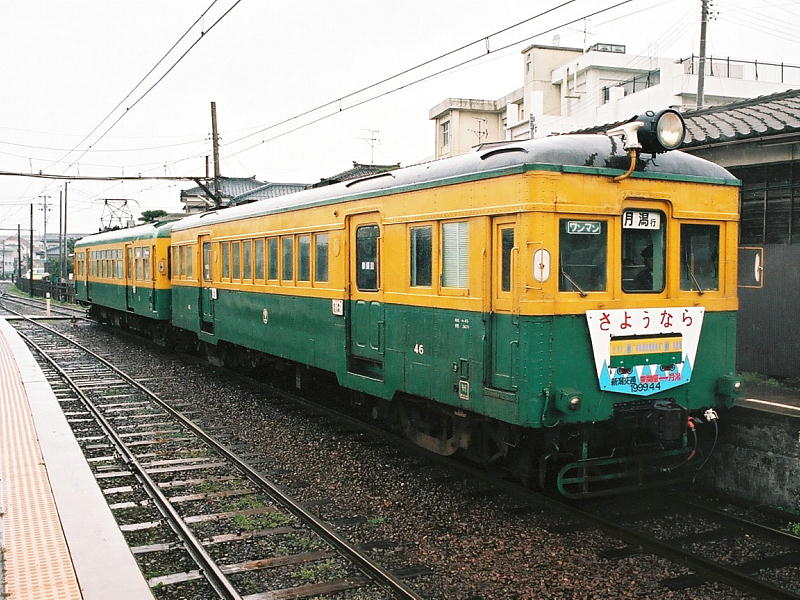
新潟交通クハ45形クハ46（元小田急デハ1400形1408）

新潟交通にはクハ1350形1両とともデハ1400形6両とクハ1450形1両が譲渡され、モハ16形、クハ45形として1967-70年から電車線で使用されたが、いずれの車両も譲渡扱いではなく、従来からの車両の改造扱いとなっている。1993年の同線部分廃止によりクハ46以外は廃車され、残ったクハ46も1999年の同線全線廃止により廃車された。廃車後は佐渡島・両津港にあるクハ45と埼玉県の個人所有のクハ46の2両の車体が残ったが、クハ45の状態はかなり悪く、2009年9月ごろに解体された。譲渡後の形式・車番と小田急車番は以下の通り。
- モハ16形
  - モハ16（旧1409）
- クハ45形
  - クハ45（旧1416）
  - クハ46（旧1408）
  - クハ47（旧1414）
  - クハ48（旧1412）
  - クハ49（旧1465）
  - クハ50（旧1411）

### 弘南鉄道
弘前電気鉄道（現・弘南鉄道大鰐線）へクハ1450形1459が譲渡され、クハ201として弘南鉄道への合併後も引続き大鰐線で使用されたが、1981年12月に廃車された。

### 岳南鉄道
岳南鉄道にはデハ1200形2両、クハ1350形1両とともにクハ1450形1454が譲渡され、1967年からクハ2102として使用されたが、廃車時期は不明である。